# Уксунай (село)
Уксуна́й — село в Тогульском районе Алтайского края. Входит в состав Старотогульского сельсовета.

## География
Село расположено северо-восточнее райцентра на левом берегу реки Уксунай в притаёжной зоне. Через село протекают небольшие реки Каменка и Башковка.

## История
Село было основано в 1771 году. Прежние названия: село Уксунайское, деревня Большая Уксунайская, деревня Уксунайская, село Ирбинское.
В 2010 году Уксунайский сельсовет был упразднён, село Уксунай вошло в состав Старотогульского сельсовета.

## Население
| 1997 | 1998 | 1999 | 2000 | 2001 | 2002 | 2003 |
| ---- | ---- | ---- | ---- | ---- | ---- | ---- |
| 338  | ↗345 | ↘332 | ↘318 | ↘296 | ↘286 | ↗288 |
| 2004 | 2005 | 2006 | 2007 | 2008 | 2009 | 2010 |
| ↘281 | ↘270 | ↘266 | ↘241 | ↘235 | ↘215 | ↘129 |
| 2011 | 2012 | 2013 |      |      |      |      |
| ↘125 | ↘116 | ↘99  |      |      |      |      |

Численность населения резко сокращается из-за миграционного оттока населения в другие населённые пункты Алтайского края и соседней Кемеровской области. По последним данным в селе проживает 99 человек (2013 г.)